# Annual Review of Psychology
Annual Review of Psychology (Revisió Anual de Psicologia) és una revista acadèmica revisada per experts que publica articles de revisió sobre psicologia.
Publicat per primera vegada el 1950, els seus editors més duradors han estat Mark Rosenzweig (1969-1994) i Susan Fiske (2000-actualitat). A partir del 2023, Annual Review of Psychology es publica com a accés obert, sota el model Subscribe to Open (S2O).
El 2023, Journal Citation Reports va atorgar a la revista un factor d'impacte del 2022 de 24,8, situant-la en primer lloc dels 81 títols de revistes a la categoria «Psicologia (Ciència)» i en segon lloc dels 147 títols a la categoria «Psicologia, Multidisciplinari (Ciències socials)».

## Història
L'any 1947, el consell d'administració de l'editorial Annual Reviews (Revisions Anuals) va demanar a diversos psicòlegs si seria útil tenir una revista que publiqués un volum anual d'articles de revisió que resumís els últims avenços en el camp. Les respostes van ser molt positives, de manera que el setembre de 1947 van anunciar que el primer volum de l'Annual Review of Psychology es publicaria l'any 1950. Els intents anteriors d'establir una revista d'aquest tipus a principis de la dècada del 1940 es van veure obstaculitzats per la Segona Guerra Mundial, que va dificultar la comunicació científica internacional.
El seu primer editor va ser Calvin Perry Stone. A partir del 2020, es va publicar tant en format impresa com electrònicament. Alguns dels seus articles estan disponibles en línia abans de la data de publicació del volum.
Defineix el seu abast com que cobreix diversos aspectes de la psicologia, incloent l'ecologia del comportament humà, la sensació i la percepció, la cognició, l'aprenentatge i el comportament dels animals, la psicologia clínica, la psicopatologia, la psicologia del desenvolupament, la psicologia social, la personalitat, la psicologia ambiental i la psicologia comunitària.
Està resumit i indexat a Scopus, Science Citation Index Expanded, Social Sciences Citation Index i Academic Search, entre d'altres.

## Procesos editorials
Annual Review of Psychology està dirigida per l'editor en cap. L'editor en cap està assistit pel comitè editorial, que inclou editors associats, membres habituals i, ocasionalment, editors convidats. Els membres convidats participen a invitació de l'editor en cap i serveixen per períodes d'un any. La resta de membres del comitè editorial són nomenats pel consell d'administració de les revisions anuals i exerceixen mandats de cinc anys. El comitè editorial determina quins temes s'han d'incloure en cada volum i sol·licita ressenyes d'autors qualificats. No s'accepten manuscrits no sol·licitats. La revisió per experts dels manuscrits acceptats la duu a terme el comitè editorial.

### Editors dels volums
Les dates indiquen els anys de publicació en què casascú va ser acreditat com a editor en cap o coeditor d'un volum de revista. El procés de planificació d'un volum comença molt abans que aparegui el volum, de manera que el nomenament per al càrrec d'editor principal es va produir abans del primer any que es mostra aquí. Un editor que s'ha jubilat o ha mort es pot acreditar com a editor principal d'un volum que ha ajudat a planificar, fins i tot si es publica després de la seva jubilació o mort.
- Calvin Perry Stone (1950-1954)[4]
- Paul R. Farnsworth (1955-1968)[10]
- Paul H. Mussen i Mark Rosenzweig (1969-1974)[10]
- Rosenzweig i Lyman W. Porter (1975-1994)[11]
- Janet T. Spence (1995-1999)[12]
- Susan Fiske (2000-present)[13]